# オオシマザクラ
オオシマザクラ（大島桜、学名: Cerasus speciosa）はバラ科サクラ属のサクラ。日本の固有種で、日本に自生する10もしくは11種あるサクラ属の基本野生種の一つ。成長が速く再生力が強く古来雑木林に植えられて燃料として多用されたことからタキギザクラ（薪桜）の別名があるほか、葉が桜餅の葉に使われるためモチザクラ（餅桜）とも呼ばれる。

## 特徴

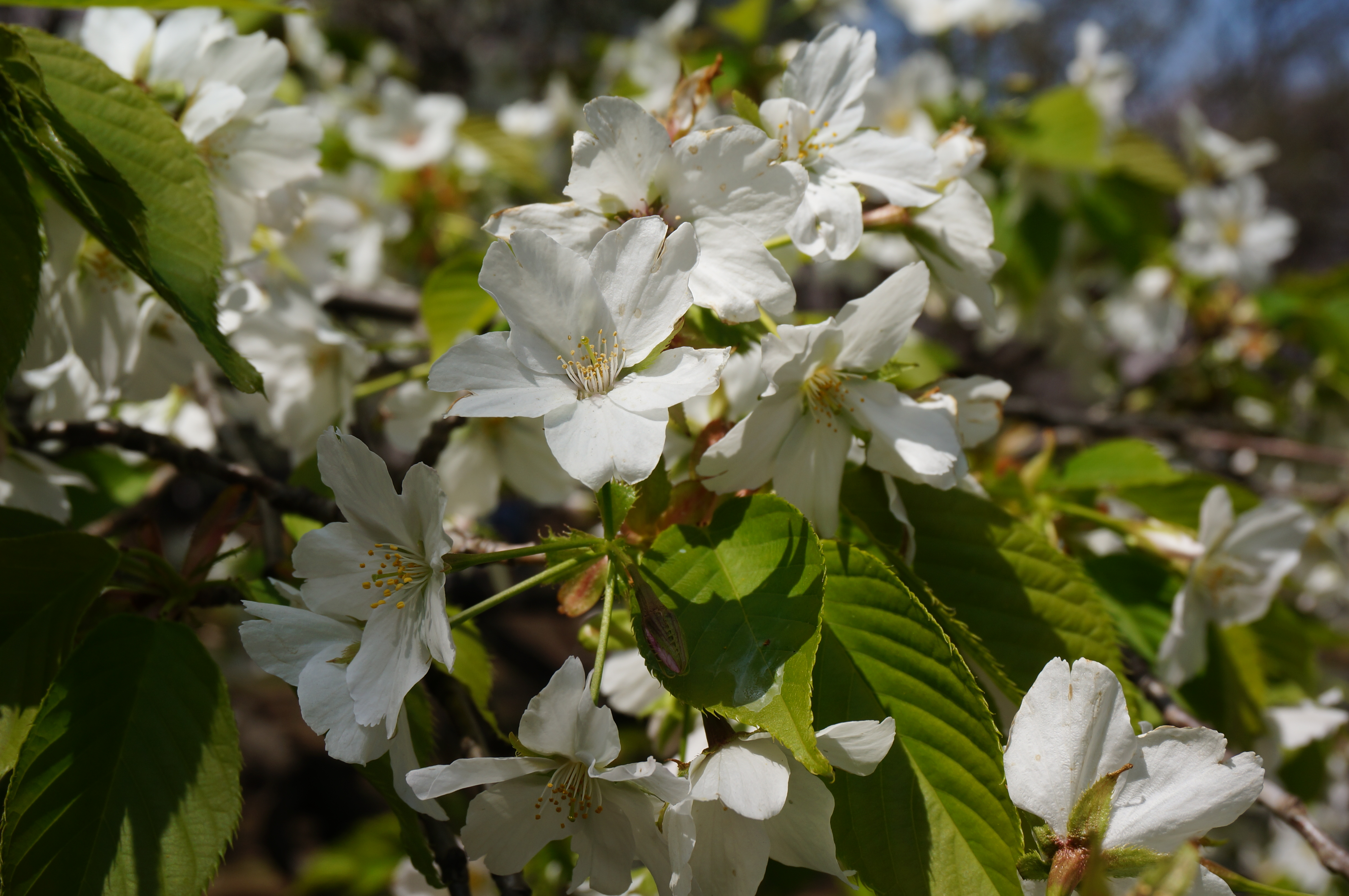
新宿御苑のオオシマザクラ

落葉広葉樹の高木で、樹高は10 - 15メートル (m) 、樹形は傘上。樹皮は暗灰紫色で横長で筋状の皮目があり、生長とともに樹皮の色は濃くなる。一年枝はやや太く無毛で、やや稜がある。葉は互生し、長さ5 - 18センチメートル (cm) 程度で、先端が尖った倒卵形または長楕円形で、糸状に突出した細かい鋸歯を持つ。葉柄は無毛。
開花時期は、3月下旬から4月上旬、早いところでは2月に開花する。緑色の新葉の展開と同時に一重咲きの大輪の花を比較的多く咲かせ、花弁の色は白色、花径は30 - 40ミリメートル (mm) ある。花弁は5枚で、先が2つに分かれている。花と葉は、クマリン由来の比較的強い芳香を持つ。花柄や花序は長く、花は下垂して下向きにつく。突然変異しやすく八重咲きになったものもあり、増えた花弁で雄蕊と中間的な形質を持つものを「旗弁（きべん）」という。緑色の葉と相まってこの白い花びらが目立つことから旗弁を持つオオシマザクラは「旗桜」「白旗桜」とも呼ばれる。源氏の旗印も白旗であり、オオシマザクラの元の分布域が関東であることから、オオシマザクラと東国武士には強い関係性があるとも言われている。
果期は6月。果実はサクラのなかでも大きく球形から俵形で、熟すと黒紫色になる。
冬芽は互生し、無毛の卵形や長卵形で褐色の芽鱗7 - 10枚に包まれている。葉芽は花芽よりも細い。葉痕は半円形や三角形で、維管束痕は3個ある。

## 利用
観賞用に栽培されたり、サクラの中でも潮風に強いため防腐樹として利用される。葉は香りがよいことから塩漬けにして、桜餅を包んでいるサクラの葉に使われることでもよく知られている。

### 花見と栽培品種の親として

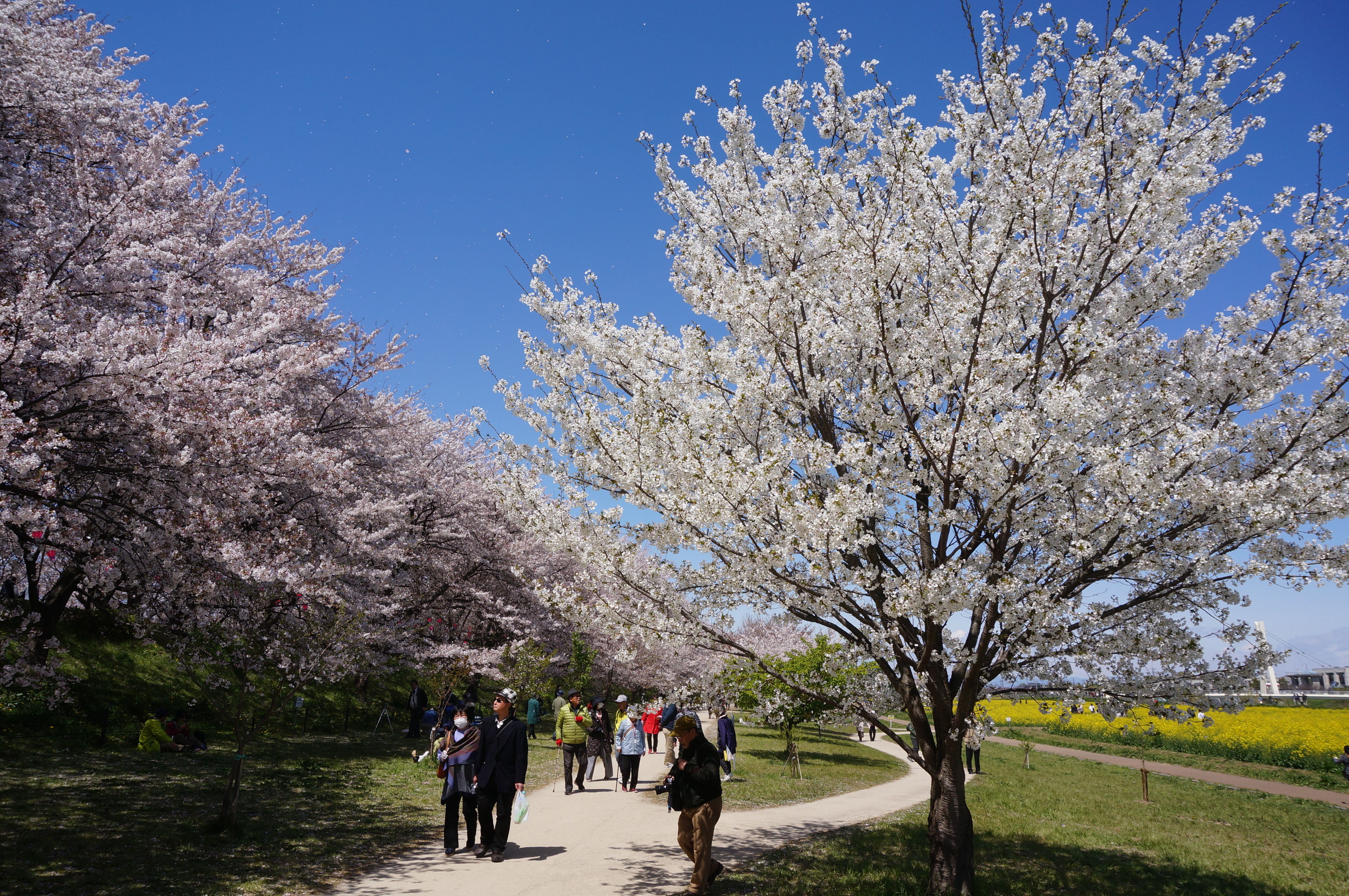
権現堂堤のオオシマザクラ（右）とソメイヨシノ（左）。

日本は鑑賞（花見）目的で、世界各国に比べて歴史的に圧倒的に多くのサクラの栽培品種を生み出してきた。オオシマザクラは八重咲きなどに突然変異しやすく、成長が速く、花を大量に付け、大輪で、芳香なため、その見栄えのする特徴を好まれて花見の対象となってきた。またこれらの特徴から、優良個体や突然変異個体の選抜・育種・増殖の繰り返しの結果として多くの栽培品種の親種となってきた。オオシマザクラを基盤とするこれらの栽培品種はサトザクラ群と呼ばれている。サトザクラ群にはカンザンのように濃い紅色の花弁を持つ品種もあるが、これは意外にも花弁が白色のオオシマザクラの特質を継承していると考えられている。一般的なオオシマザクラの花弁は白いが、色素のアントシアニンの影響で稀に花弁がわずかに紅色に染まる個体があり、散り際の低温刺激でも紅色が濃くなることがある。通常の野生状態ではこのように紅色の発露が制御されているが、選抜育種の最中に突然変異が起こって紅色の個体が生まれ、ここからカンザンなどの紅色系のサトザクラが誕生したと考えられている。なおソメイヨシノもオオシマザクラが親であるが父であるためサトザクラ群には含めない。鎌倉時代に関東南部に人の往来が多くなると、現地のオオシマザクラが栽培され京都に持ち込まれるようになったと考えられている。そして室町時代にはオオシマザクラに由来するフゲンゾウやミクルマガエシが誕生し、江戸時代にはカンザンなどの多品種のサトザクラ群が生まれて、現在まで多くの品種が受け継がれている。

### 燃料材・用材
成長が速く再生力が強いので雑木林に植えられて古来燃料（木炭）として利用された他、木材としても目が細かく均質であるため、浮世絵の版木やいら建材、家具の材料として用いられた。樹皮は磨くと光沢が出るため、工芸品として樺細工のように茶筒などの原料として用いられた。

### 食用材

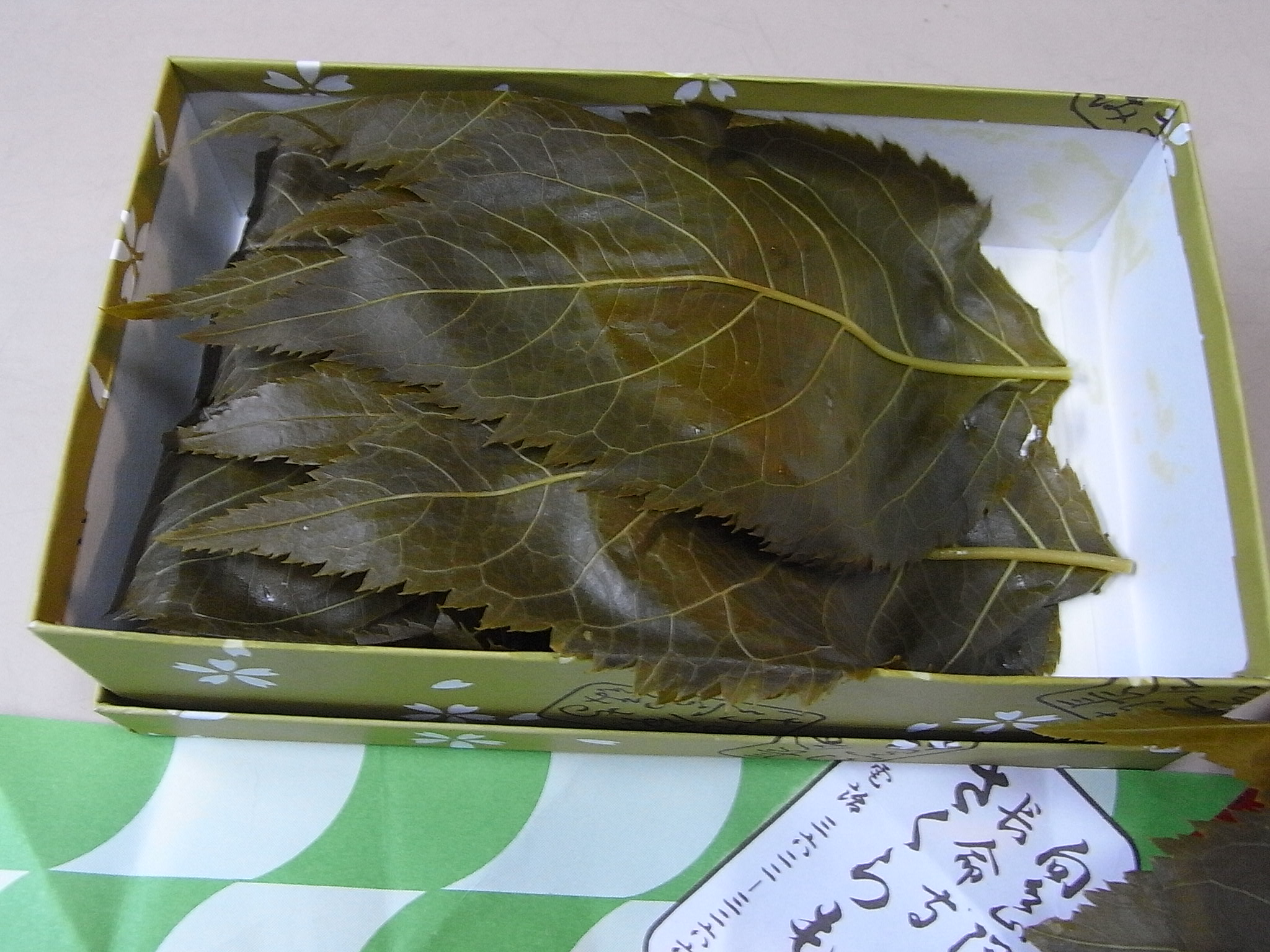
桜もち（オオシマザクラの葉を3枚使用）（2009年3月14日撮影）

花や葉が分解する時にクマリンの配糖体に由来する芳香を放ち、生育が良く萌芽しやすく毎年若葉を多くつけるため、昔から塩漬けにして分解を促進して芳香を増した葉が桜餅の葉に使われてきた。他のサクラの葉でも塩漬けにすればオオシマザクラと同等のクマリンの香りを生成することがあるため、現在では他の樹種の葉も桜餅に使われている。初夏にかけて結実し十分に熟した果実は食用となるが、通常の食用種であるセイヨウミザクラ（サクランボ）と比較してえぐみが強く実も小さいため、食用として流通することはない。渋みが多い野生種のサクラのなかでもオオシマザクラは渋みは少なく、果実酒にすると味の良いものができる。樹皮は漢方薬の材料となり桜皮として用いる。鎮咳、去痰効果があるとされる。

### 緑化植樹として
光さえあれば栄養の乏しい土壌や火山性ガスにも耐性が強いなど悪環境下でも生育しやすいので、現代では工業地帯に緑化目的で植樹される。1950年代以降、海岸線沿いに防風林として植えられたクロマツがマツ材線虫病に罹患して枯れることが相次いだため、悪環境に強いと見られたオオシマザクラが代替樹として植えられたが、サクラの中では強いと言っても潮風に強い樹種とまでは言えないため2010年代後半時点では植えられることは減っている。

## 分布域
オオシマザクラは関東以南の島嶼の海岸沿いから山地にかけて多く生育し、その起源は伊豆大島などの伊豆諸島にあり和名の由来となっている。本土の伊豆半島、房総半島、三浦半島の沿岸地の丘陵や低山にも自生するが、製炭などのため島嶼部から持ち込まれてから野生化した可能性が指摘されており、現在は多くのオオシマザクラが現地のヤマザクラと交雑し駆逐する形で野生化したと考えられている。関東地方などの各地で植栽もされている。神奈川県横須賀市と静岡県下田市では市の木に指定されている。

### 特別天然記念物・大島のサクラ株

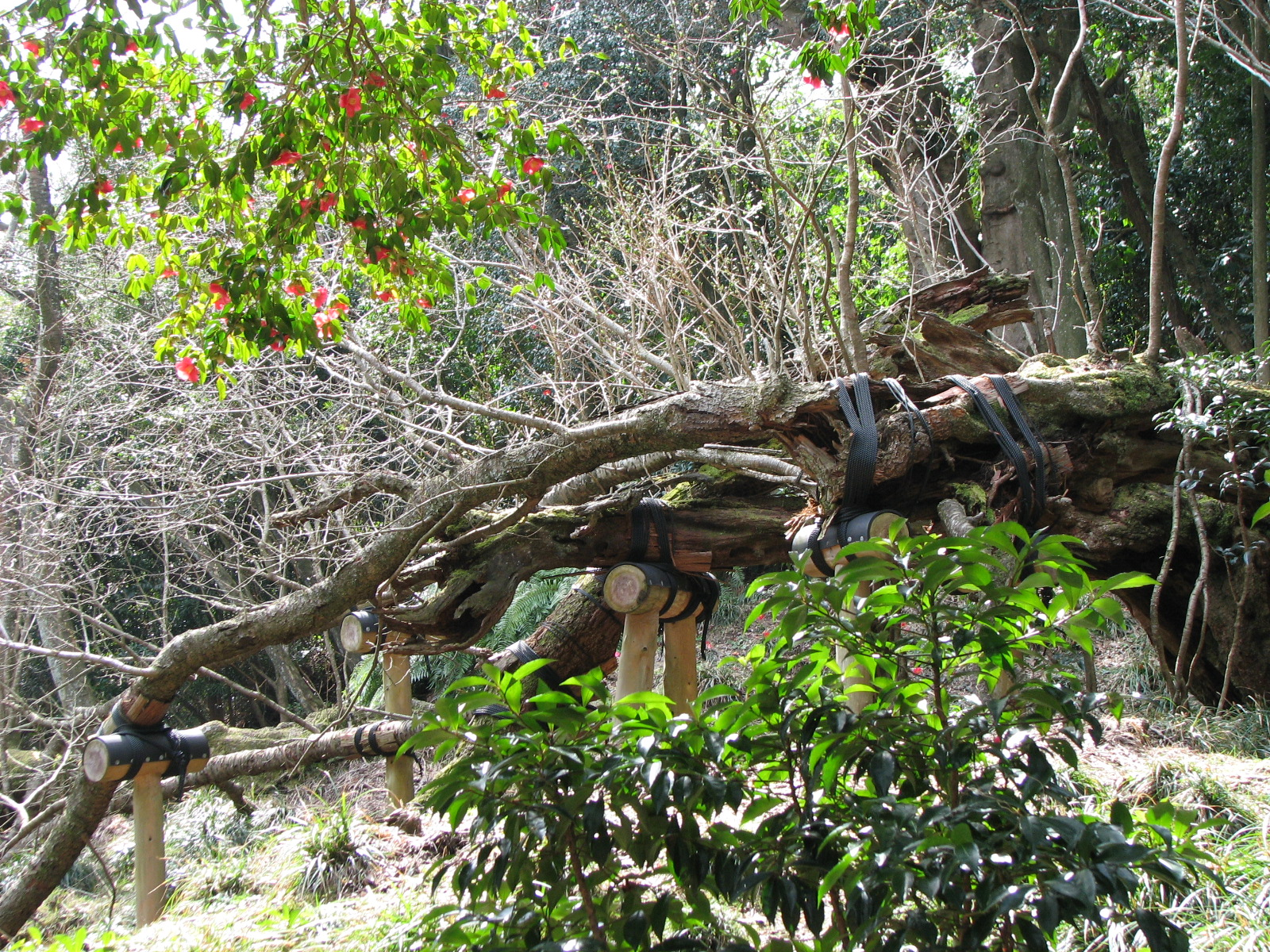
大島のサクラ株
(東京都大島町)

伊豆大島（東京都大島町）北東部の泉津地区の山中にある本種の株。樹齢は推定800年であり、幹の周囲は7mに達する。主幹は高さ2mほどの部分を残して枯死しているが、数本の子株が立ち上がり、樹木を維持している。1935年12月24日、天然記念物指定。また1952年3月29日に、特別天然記念物に指定されている。

## 遺伝子汚染
オオシマザクラとエドヒガンの自然交雑種がソメイヨシノである。ソメイヨシノと同じく植樹により起こる遺伝子汚染が問題となっている。遺伝子汚染は種間雑種をして新たなサクラが生まれる契機ともなるが、これにより各地に自生する野生種の子孫のサクラの花の形や耐候性、強健性などの性質が将来的に変わってしまう可能性があり、自生する野生種の保存の観点からは望ましくない。オオシマザクラはその特徴を好まれて様々な用途に利用するため植樹されており、現在は各地に植樹されたものが野生化している。この野生化したオオシマザクラが現地の野生種のサクラと交雑して遺伝子汚染することが懸念されており、特に各団体が東日本大震災復興計画として進めている東北地方の海岸沿いでの大規模な植樹が懸念されている。カスミザクラは東北全域に、オオヤマザクラは東北北部に、ヤマザクラは東北南部に、エドヒガンは岩手県周辺の沿岸部によく自生している。海外の一部ではオオシマザクラとカスミザクラ、オオヤマザクラ、ヤマザクラの4種が同一の種として分類される例もあり、この4種間では特に遺伝的に種間雑種が生じやすい。本来ならオオヤマザクラとヤマザクラの自生地はほぼ重ならず、カスミザクラの花期も遅いため、種間雑種が起こりにくいのだが、これらの中間の花期に咲くオオシマザクラが地域をまたいで植樹されることで種間雑種しやすくなり遺伝子汚染する懸念が高まっているのである。

## ギャラリー
- パリ植物園のオオシマザクラ（2013年4月撮影）
- 同左
- 同左
- 新宿御苑のオオシマザクラ（手前）